# Абу Абдаллах Мухаммад V аль-Хасан
Абу Абдаллах Мухаммад V аль-Хасан (араб. أبو عبد الله الحسن; д/н — 1549) — 26-й султан і 25-й халіф Держави Хафсідів у 1526—1543 роках. Також відомий як Мулай Хасан.

## Життєпис
Молодший син халіфа Мухаммада V, народився десь напочатку 1500-х років. У 1526 році завдяки інтригам матері посів трон після смерті батька. Після цього стратив двох старших братів, а третій — Рашид — втік до Алжиру, під захист Хизира Барбаросси. Останній порадив Рашидові звернутися по допомогу до османського дивану, використавши цей факт для втручання у справи Хафсідів.
1534 року Барбаросса, якого султан Сулейман I щойно призначив капудан-пашею (верховним адміралом) Османської імперії, на чолі потужного османського флоту прибув до Тунісу. Він поширив чутку, що разом з ним Рашид, законний претендент на трон (насправді той перебував у в'язниці в Стамбулі). Це спричинило повстання проти Аль-Хасана. останній втратив владу, втікши до Сицилії.
В Тунісі Барбаросса оголосив про встановлення османської влади. Це спричинило повстання, яке було жорстоко придушено (загинуло 3 тис. осіб). Втім доволі швидко Барбаросса підкорив усі володіння Хафсідів.
Своєю чергою Аль-Хасан опинився при дворі імператора Карла V Габсбурга, який в наступному році організував і особисто очолив потужний похід для звільнення Тунісу від османської зверхності. 4 липня 1535 року Туніс було захоплено і іспанці відновили Аль-Хасана на троні. Проте фактично він панував лише над північною Іфрикією, оскільки в Кайруані отаборилися шейхи арабів, які 1536 року вигнали османів. 1540 року владу в Кайруані захопив Сіді Арафі, голова марабутів, яких підтримав арабський клан бану-шаббійя. Для боротьби з ним Мулай Хасан 1542 року вирушив до Неаполя для наймання війська. В цей час халіф довідався про змову свого сина Ахмада. По поверненню 1543 року халіфа схопив власний син. Ахмад запропонував батькові на вибір страту або осліплення і Аль-Хасан обрав друге. Невдовзі колишній халіф перебрався до Європи.
У 1548 році осліплений Аль-Хасан подорожував Європою, відвідавши папу римського Павла III і отримав аудієнцію Карла V в Аугсбурзі. Імператор обіцяв надати йому війська для вигнання османського корсара Тургут-реїса з Махдії, але Аль-Хасан помер 1549 року, за рік до того, як об'єднаний іспансько-мальтійський флот захопив Махдію.